# Froilán Carvajal y Rueda
Froilán Carvajal y Rueda (Tébar, 5 d'octubre de 1830 - Ibi, 8 d'octubre de 1869) va ser un polític republicà espanyol, afusellat arran de l'aixecament republicà-federal d'octubre de 1869.

## Biografia
Fill d'una família acomodada, va cursar estudis de llatí a Villanueva de la Jara abans de traslladar-se en 1841 a Madrid per a estudiar filosofia en la Universitat Central. Va estudiar després notaries, emprant-se de 1850 a 1853 en un despatx de notari a Madrid. De tornada en Tébar es va allistar voluntari en la Milícia Nacional i amb grau de tinent va secundar la Revolució de 1854, pròxim ja als postulats del Partit demòcrata, atret per Sixto Cámara i Emilio Castelar. En 1856, en triomfar la contrarevolució, es va alçar al capdavant d'una petita partida republicana amb la qual va recórrer els pobles de Conca abans de veure's obligat a dissoldre-la i buscar refugi a Madrid. Va iniciar llavors una carrera literària, col·laborant amb El Eco de la Razón (Conca), El Porvenir, La Educación Pintoresca, La Batuta i altres publicacions tant de Conca com de Madrid. Al Semanario Pintoresco Español publicà en el número del 7 de juny de 1857 el conte La cueva de la judía. Va escriure també alguna poesia, bastant convencional, de la qual és exemple Oriental:
| « | De un castellano de pro eres la linda sultana; ¿te quiere mucho, cristiana? ¿le quieres tú mucho? dí. Los ojos bajas y callas y te barniza el rubor...? Eso, cristiana, es amor, y amor que dice que sí. | » |

En 1863 publicà en vers El faro de la niñez. Colección de máximas religiosas, morales y sociales, «Obra aprobada para texto en todas las escuelas del reino por el Real Consejo de Instrucción pública», dedicada «Al mejor de mis amigos, el presbítero señor don Juan Gavaldón Leal, beneficiado y cura ecónomo de la ex-colegiata de Belmonte en la provincia de Cuenca». Carvajal acabava aconsellant al petit lector:
| « | Si, avanzando en el terreno de este mundo miserable, en la política llegas alguna vez a mezclarte, y ya mezclado, a un partido de los que en ella combaten te adhieres; de ese partido nunca, como otros, te apartes mientras la moral respete y la religión acate. Si está la patria en peligro y defenderla te es dable, vuela allí donde el peligro mayor arrojo reclame... | » |

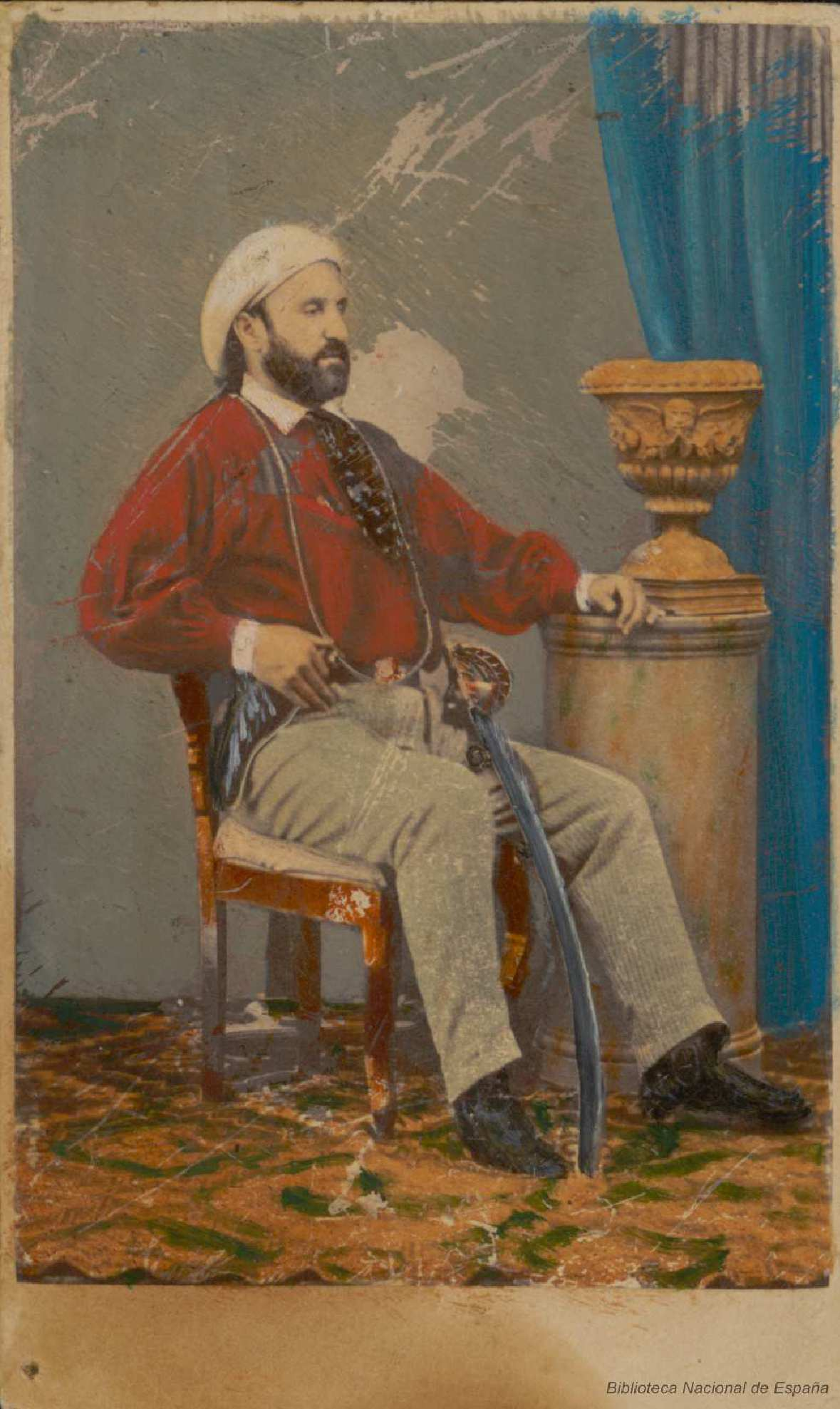
Froilán Carvajal amb camisa roja i sable. Fotografia en paper albúmina acolorida a mà. Al dors dedicatòria: «A los amigos de Lorca / Froilán Carbajal». Biblioteca Nacional d'Espanya.

Home d'acció abans de res, a partir de 1863 va participar en les diverses temptatives insurreccionals del període, veient-se per primera vegada obligat a exiliar-se després de secundar el gener de 1864 la frustrada de Prim a València. L'agost de 1867, en esclatar una nova insurrecció a Aragó i Catalunya es va alçar a Vara de Rey al crit de visca la República i, fracassada la temptativa, va haver d'escapar per Alacant a Marsella i Orà, on va continuar conspirant. El 23 d'agost de 1868 va tornar a intentar-ho a Villena, però novament fracassat l'intent va haver d'amagar-se fins a l'esclat de la revolució de setembre en què reapareixeria en la defensa d'Alcoi. Després del triomf de la revolució i ja destronada Isabel II es va presentar a Iecla al capdavant de tres-cents homes i va proclamar la república, segons la notificació que va arribar la nit del 17 d'octubre de 1868 a la Junta revolucionària reunida a Cartagena amb José Prefumo y Dodero com a president, que el va obligar a dissoldre la tropa per a evitar el vessament de sang. Es va establir a continuació a Alacant, on es va convertir en president del Club dels Radicals i director o redactor cap del diari La Revolució.
Al febrer de 1869, inesperadament, es va ordenar la seva detenció per la revolta a l'agost de 1867 a Vara de Rey, per la qual cosa va passar a la clandestinitat i a escriure amb el pseudònim de Plácido Bernardo. Absolt, va viatjar a Madrid al juliol en tant Enrique Rodríguez-Solís, després director de La Ilustración Republicana Federal i biògraf de Carvajal es feia càrrec del diari La Revolución. A l'octubre, segons va escriure Rodríguez-Solís dos anys després, «no podent revoltar-nos a Alacant perquè certs republicans es van oposar, decidim fer-ho en combinació amb diverses províncies en la matinada del 4 al 5 d'octubre; molts van faltar i a prop ja de N... vam tenir avís que una columna ens perseguia». Era alcalde d'Alacant Eleuterio Maisonnave Cutayar, republicà compromès amb la revolució de 1868 però que, en efecte, s'havia mostrat reticent davant aquesta nova temptativa. No havent pogut convèncer els republicans alacantins de sumar-se a la rebel·lió, el 6 Carvajal va entrar amb 26 homes en Castalla on van ser aconseguits per la tropa que els perseguia, dirigida pel coronel Arrando, que els va convidar a lliurar-se amb promesa d'indult, però aquesta mateixa tarda va ser sentenciat a mort. En la carta que va escriure al seu germà Basilio li deia: «Sense arribar a rebel·lar-me vaig caure en poder d'una columna de l'exèrcit. Sense estar publicada la llei marcial aquí m'han sotmès a la seva sentència i moriré dins de breus instants». Un corresponsal anònim va relatar els seus últims moments de vida en el diari La Revolución del 26 de juliol de 1870: «Em vaig dirigir llavors a la presó-capella... on vaig trobar a Carvajal que va fer una contrició edificant... jo, plorant, i ell amb la serenitat d'un cavaller cristià [que] va guardar fins a la seva mort, amb l'admiració dels qui ho presenciaven». Segons Rodríguez Solís, el capellà d'Ibi i les senyores de la localitat van suplicar Arrando en va que ajornés l'execució de la sentència en tant tramitaven l'indult. Després va sortir indemne d'una primera descàrrega: «Els pobres soldats no havien tingut valor per matar-lo».
Benito Pérez Galdós va evocar els successos d'octubre de 1869 i la mort de Carvajal a España trágica, segon títol de la cinquena sèrie dels Episodios nacionales, confrontant la figura de Carvajal i la sort per ell correguda amb la d'un altre republicà federal i diputat, Emigdio Santamaría Martínez:
| «                                                | En la mesa próxima, un federal vetusto, de abolengo progresista, lobo de barricadas curtido por los huracanes revolucionarios, hablaba del ciudadano Emigdio Santamaría, que minutos antes se separó de sus amigos en la puerta del café. No fue benévolo el tal en los comentarios que hizo del ausente y de su conducta en la vencida insurrección federal. En Octubre del año anterior salió de Madrid para Levante. Iban en el mismo tren Froilán Carvajal, Rodríguez Solís, Bertomeu, Palloc y otros. Con Antoñete Gálvez se corrió hacia Orihuela y Murcia, dejando en Alicante a sus compañeros. Estos sublevaron muchos pueblos de la provincia; se batieron con los pandorgos, que así llamaban a los monárquicos por allá; fueron vencidos... la tropa les dio caza, les abrasó... Al pobrecito Froilán nos le fusilaron... los demás se escondieron, volaron... En el extranjero esperaban un indulto... Pues Santamaría, después de andar en el fregado de Murcia sin hacer cosa de provecho, se vino acá tranquilamente y le dijo a Prim: «Don Juan, yo no he sido... Don Juan, yo no estuve en Murcia; yo soy hombre de orden... yo no he tenido arte ni parte en esas locuras...» Y con su poco de coartada y otro poco de sanfasón, ahí le tenéis tan campante... | » |
| — Benito Pérez Galdós, España trágica, cap. VII. | |   |

En esclatar la rebel·lió cantonal la Junta Sobirana de Salvació pública del cantó de Cartagena va disposar que un dels castells de la ciutat portés el seu nom. Heroi i màrtir per als federalistes, Ramón José Sender va recrear de forma novelada la seva figura en Míster Witt en el cantón a partir d'una mínima base històrica i, segons José María Jover Zamora, bastint ponts amb altres figures i esdeveniments històrics més pròxims al novel·lista, com la revolta de Jaca i els afusellaments dels capitans Fermín Galán i Ángel García Hernández que li haurien servit per a la seva reconstrucció de la mort de Carvajal, cosí i amor en la distància de donya Milagritos, l'esposa de l'anglès, que conservava en una urna el seu mocador ensangonat.